# 下沙银泰
下沙银泰即银泰百货下沙工厂店，是杭州下沙的一家百货商场，2016年1月开业，成为继2015年9月开业的下沙龙湖天街后下沙第二家大型商业综合体。位于下沙路和海达南路交叉口，占地25亩，总建筑面积9.8万平米，地面8层，地下2层。主要入驻商家有大地影院、唛歌KTV、海底捞、新白鹿餐厅、汉堡王等。
下沙银泰附近有下沙文化中心、智格小区和智格新怡家园（属下沙街道管辖）。